# 미우라 유이
미우라 유이(일본어: 三浦 由衣, 1992년 8월 20일 ~ )는 일본의 배우이다.